# 彼得·蓋布瑞爾
彼得·蓋布瑞爾（英語：Peter Gabriel，1950年2月13日—）是英國音樂家。

## 生平
從前衛搖滾樂隊創世紀樂團（Genesis band）的主唱開始走紅，並在離團後有著成功的單飛生涯。他1987年發行的專輯在商業上取得了巨大的成功。其中的大熱歌曲《Sledgehammer》在1987 MTV Video Music Awards 上獲得了9個 MTV 獎項的記錄。這首歌曲的 MV 是史上網站上播放最多的 MV。